# 韦廷
韦廷（德語：Wettin，發音：[vɛˈtiːn] ⓘ）是德国萨克森-安哈尔特州萨勒县曾经的一个市镇，面积27.19平方千米，2009年12月31日人口为2,355人。2011年1月1日，韦廷与勒伯云及另外8个市镇合并为新市镇韦廷-勒伯云。